# Egipt rzymski
Egipt rzymski (łac. Aegyptus, stgr. Αἴγυπτος; Aígyptos) – okres w historii Egiptu, w którym był on częścią Cesarstwa Rzymskiego. Trwał od momentu przekształcenia Egiptu w rzymską prowincję przez cesarza Augusta w roku 30 p.n.e. aż do reform Dioklecjana pod koniec III w., które uważane są za początek okresu bizantyńskiego w historii Egiptu.
Rzymska obecność w Egipcie datuje się co najmniej od 55 p.n.e., czyli momentu przywrócenia rządów Ptolemeusza XII (80–51 p.n.e.) przez armię namiestnika Syrii Aulusa Gabiniusa. Egipt ostatecznie stał się rzymską prowincją wraz z obaleniem Kleopatry VII (51–30 p.n.e.) przez Oktawiana (27 p.n.e. – 14 n.e.). W ramach imperium Egipt miał szczególny status – jako prowincja zarządzana przez bezpośrednio odpowiedzialnego przed cesarzem prefekta w randze ekwity, do której senatorowie nie mieli nawet wstępu, oraz posiadająca odrębny system monetarny. Rzymskie panowanie w Egipcie cechowała bezwzględna eksploatacja ekonomiczna, skoncentrowana przede wszystkim na zapewnieniu dostaw zboża dla Rzymu. Stopniowo doprowadziła ona do ruiny Egiptu, który przeżywał poważne trudności gospodarcze już w połowie II w. n.e., zaś doznał zupełnego upadku w stuleciu następnym, co było częścią obejmującego całe cesarstwo kryzysu wieku III. Ponadto poprzez Egipt cesarstwo prowadziło handel z basenem Oceanu Indyjskiego i niezwykłe bogactwo stolicy i głównego portu przeładunkowego rzymskiego Egiptu, Aleksandrii, wynikało m.in. z pośrednictwa w tym handlu. Chociaż początek panowania rzymskiego cechował pewien kulturalny upadek, w późniejszym okresie Aleksandria odzyskała swoją rolę kulturalnego centrum wschodniej części Morza Śródziemnego, o czym świadczy fakt, że w mieście działali tak wybitni myśliciele jak Orygenes czy Plotyn. Rzymianie podzielili ludność Egiptu na zhierarchizowane grupy rzymskich obywateli, Greków i Egipcjan, pomiędzy którymi przejście było praktycznie niemożliwe. Podczas gdy Rzymianie wraz z Grekami mieli być ciałem rządzącym krajem, jedyną rolą przeznaczoną dla tubylczych Egipcjan (z wyjątkiem nielicznych kapłanów) była praca na roli. Aż do III wieku tradycyjna religia Egiptu odznaczała się znaczną żywotnością, jednak kryzys III wieku pociągnął za sobą upadek świątyń i w ich miejsce na egipskiej wsi zaczęło pojawiać się chrześcijaństwo.

## Początki rzymskiej obecności w Egipcie

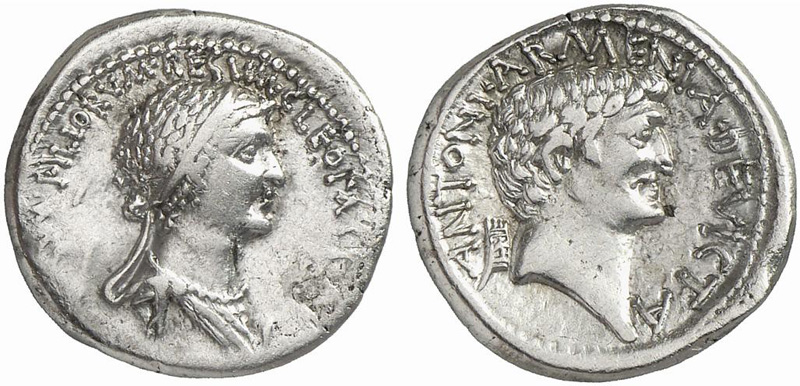
Denar z portretem Kleopatry na awersie i Marka Antoniusza na rewersie

Formalnie rzecz biorąc, Egipt został włączony do państwa rzymskiego w 30 p.n.e., jednak w rzeczywistości Rzymianie byli obecni nad Nilem dużo wcześniej. Zarówno Ptolemeusz VIII (170–116 p.n.e.), jak i Ptolemeusz X (110–88 p.n.e.) zapisali swój kraj Rzymowi. Nie stał się on rzymską prowincją prawdopodobnie tylko z powodu braku zgody w rzymskim senacie co do tego, kto miałby objąć jego namiestnictwo. Ptolemeusz XII (80–51 p.n.e.) panował w Egipcie z łaski Rzymu i, kiedy jego polityka doprowadziła do wypędzenia go z kraju przez aleksandryjski plebs w 55 p.n.e., zwrócił się do Rzymu z prośbą o przywrócenie go do władzy. Kupił poparcie senatu kwotą 10 tys. talentów, po czym armia namiestnika Syrii Aulusa Gabiniusa w jego imieniu opanowała Egipt. Od tej pory Egipt znajdował się pod rzymską okupacją, zaś jego ministrem finansów został rzymski bankier Gajusz Rabiriusz Postumus. W 54 p.n.e. Postumus został obalony przez aleksandryjski plebs i osądzony za nadużycia przed rzymskim trybunałem. W 48 p.n.e. w pościgu za Pompejuszem do Egiptu trafił Gajusz Juliusz Cezar, by odnaleźć swojego rywala, zamordowanego przez młodego Ptolemeusza XIII (51–47 p.n.e.). Niezadowolony z tego faktu Cezar sprzymierzył się z siostrą Ptolemeusza XIII, Kleopatrą VII (51–30 p.n.e.), z którą dodatkowo spłodził syna, Ptolemeusza XV (44–30 p.n.e.), od imienia swojego ojca nazywanego Cezarionem. Po śmierci Cezara w 44 p.n.e. Kleopatra sprzymierzyła się, a następnie zawarła związek małżeński z jego następcą na rzymskim wschodzie, Markiem Antoniuszem. Antoniusz i Kleopatra zostali pokonani przez Oktawiana (27 p.n.e. – 14 n.e.) w bitwie pod Akcjum w 31 p.n.e. i po upadku Aleksandrii oboje popełnili samobójstwo. Choć rzymskie wojska stacjonowały w Egipcie nieprzerwanie od ćwierć wieku, dopiero teraz z woli Oktawiana stał się on rzymską prowincją.

## Egipt prowincją Rzymu

### Egipt Augusta
Przejście Egiptu pod władzę Rzymu było przełomowym wydarzeniem w historii kraju. Wprawdzie już wcześniej wielokrotnie znajdował się pod obcym panowaniem, lecz dla dotychczasowych władców Egiptu (poza Achemenidami) był on centrum ich rządów, stąd, chcąc zapewnić stabilność swojemu panowaniu, w mniejszym lub większym stopniu godzili się na egipcjanizację. Teraz natomiast Egipt znalazł się na peryferiach politycznego centrum i nie miał możliwości oddziaływania na swoich odległych władców. Oktawian August nadał Egiptowi szczególny status, włączając go do swojej osobistej domeny i decydując, że będzie rządzony przez bezpośrednio przed nim odpowiedzialnego prefekta w randze ekwity. Prefektowi podlegało czterech lokalnych epistrategów, poniżej których z kolei znajdowało się trzydziestu strategów, rządzących w odziedziczonych po Ptolemeuszach nomach. Prefekt miał do swojej dyspozycji także prokuratorów odpowiedzialnych za finanse i kilku innych wyspecjalizowanych wyższych urzędników. Specyfiką rzymskiej administracji na poziomie lokalnym było obsadzanie stanowisk na zasadzie przymusowej liturgii. Termin ten wkrótce stracił swoje dodatnie konotacje obywatelskie, w ujęciu rzymskim liturgia wiązała się bowiem z majątkową odpowiedzialnością za realizację zadań administracyjnych, w tym zebranie podatków. Inną zmianą było pojawienie się w Egipcie prywatnej własności ziemi, a duża skala przechodzenia własności państwowej w ręce prywatne była jednym z najważniejszych zjawisk historii agrarnej rzymskiego Egiptu. W okresie panowania dynastii julijsko-klaudyjskiej w Egipcie pojawiły się wielkie majątki ziemskie (zwane ousiai), dawane w dożywotnie użytkowanie członkom rodziny cesarskiej i dworskim faworytom, które później jednak zniknęły. Senatorowie i ekwici najwyższej rangi nie mieli nawet prawa wjeżdżać do Egiptu bez zezwolenia cesarza. Tak jak w czasach ptolemejskich, Egipt miał posiadać własny system monetarny, odizolowany od reszty imperium. Te zarządzenia miały zapobiec pojawieniu się w Egipcie jakiegokolwiek rywala dla władzy Augusta oraz jednocześnie ułatwić ekonomiczną eksploatację nowej prowincji. Tak ukonstytuowany „Egipt Augusta” miał przetrwać w swej administracyjnej izolacji przez następne trzy stulecia.

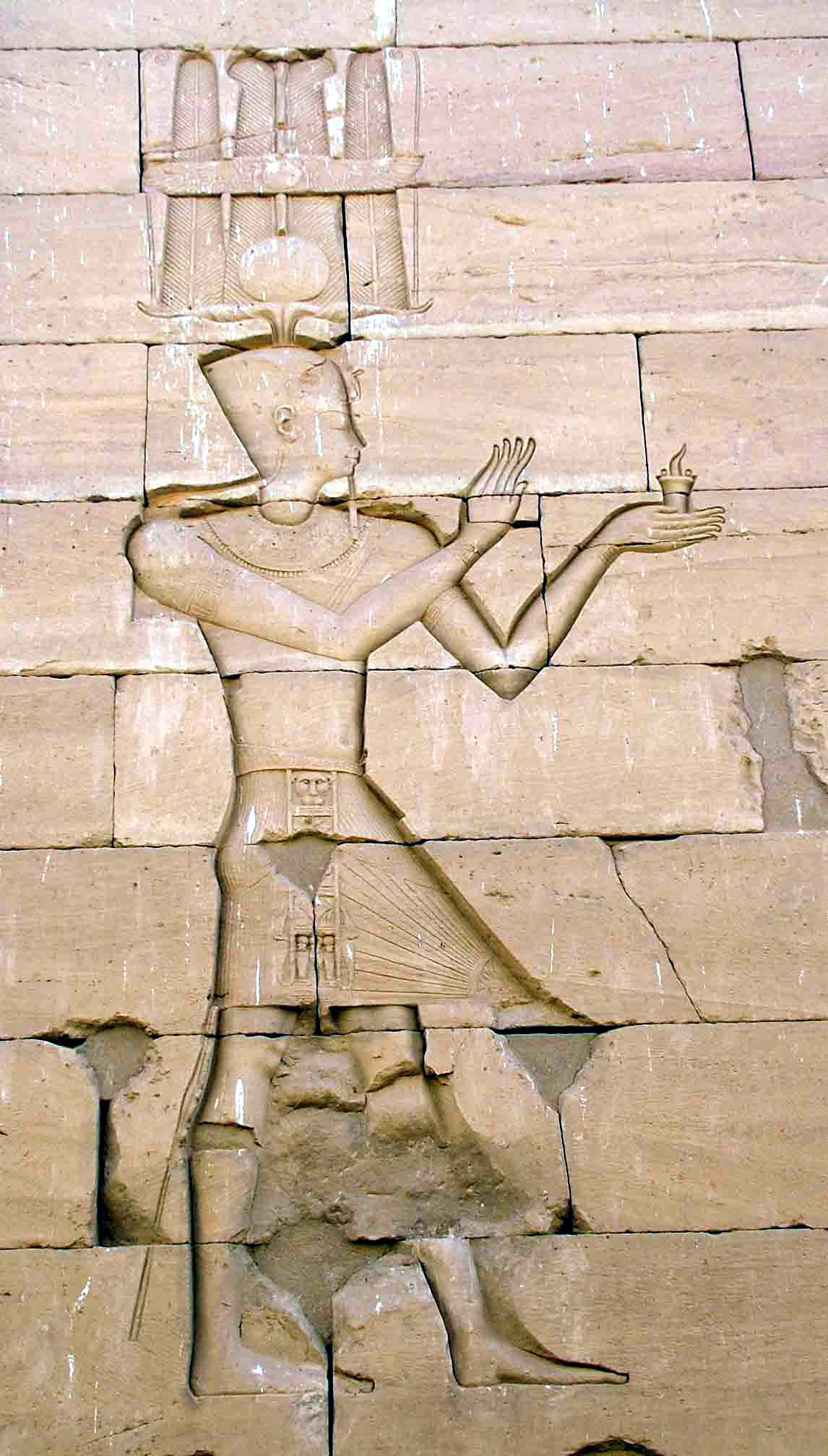
Przedstawienie Augusta w stylu egipskim. Relief w świątyni w Kalabsza

Ekonomiczne znaczenie Egiptu dla Rzymu wynikało przynajmniej z trzech rzeczy. Po pierwsze i najważniejsze, Egipt był dostarczycielem zboża, zaspokajającym mniej więcej jedną trzecią potrzeb stolicy imperium w tym zakresie. „Potrzeba zapewnienia stałej produkcji i dostaw zboża decydowała o bez mała wszystkich aspektach rzymskiej polityki w Egipcie”. Po drugie, wydobywano w nim szereg minerałów, takich jak złoto oraz pewne rzadkie odmiany kamienia wykorzystywane w budownictwie. Po trzecie, z portów nad Morzem Czerwonym, Myos Hormos i Berenike, prowadzono handel towarami luksusowymi z Indiami, a pośrednio także z Malajami, a być może nawet Chinami. Ten handel rozpoczął się już za Ptolemeuszy, jednak prawdziwie rozkwitł w czasach rzymskich. Niezwykłe bogactwo Aleksandrii wynikało z faktu, że była ona portem przeładunkowym dla wszystkich towarów wysyłanych z Egiptu do Rzymu i innych miast Morza Śródziemnego, od zboża począwszy, a na indyjskich przyprawach skończywszy. Ponadto miasto było ważnym ośrodkiem rzemiosła, które generalnie rozkwitało w Egipcie, do czego prawdopodobnie przyczyniła się likwidacja ptolemejskich monopoli. Chociaż aleksandryjskie Muzeum nadal istniało, to jednak jego dawna rola prowadzenia działalności naukowej i propagowania kultury należała już do przeszłości. Nauczyciele wyjechali do Rzymu lub innych bardziej aktywnych ośrodków i jedynie szkoła medycyny cieszyła się pochlebną opinią. Warto odnotować, iż nie ma Aleksandryjczyków wśród przedstawicieli drugiej sofistyki. Pomimo że Aleksandria była drugą po Rzymie największą metropolią świata śródziemnomorskiego, liczącą być może nawet pół miliona mieszkańców, to nie miała rady miejskiej (boule) i jej przedstawiciele ciągle domagali się od kolejnych cesarzy jej „przywrócenia”, utrzymując iż istniała ona za Ptolemeuszy (kwestia ta nie jest jasna).
Przyjmuje się, że populacja Egiptu powoli rosła aż do wybuchu zarazy Antoninów w 166–167 i według różnych szacunków u swego szczytu liczyła 4,75, 5 lub nawet 7 mln mieszkańców. Ludność Egiptu była podzielona na zhierarchizowane grupy, posiadające różne prawa i obowiązki. Rzymianie, Grecy i Egipcjanie stanowili wyraźnie oddzielone grupy i przejście pomiędzy nimi było praktycznie niemożliwe bez zgody cesarza. Na Rzymian składała się nieliczna grupa wyższych i średnich urzędników, w większości przybyłych z zewnątrz, Greków mających rzymskie obywatelstwo oraz żołnierzy i weteranów. Rzymianie byli zwolnieni z podatku pogłównego i liturgii. Do Greków zaliczano jedynie obywateli Aleksandrii i dwóch innych greckich polis – Naukratis i Ptolemais. Grecy płacili niższe niż Egipcjanie podatki i mogli wstępować do rzymskich legionów na równi z obywatelami rzymskimi. Najliczniejsi Egipcjanie stanowili tę grupę ludności, na której spoczywały wszelkie możliwe ciężary (z wyjątkiem posiadających specjalny status kapłanów), w szczególności zaś obowiązek pracy na roli. Egipscy wieśniacy byli przypisani do ziemi, tzn. nie mogli opuścić swojej miejscowości bez zezwolenia władz. W przeciwieństwie do poprzedniej epoki mieszane małżeństwa były surowo karane, zaś dzieci pochodzące z mieszanych związków uzyskiwały status po mniej uprzywilejowanym rodzicu. By zostać rzymskim obywatelem, trzeba było wcześniej posiadać obywatelstwo Aleksandrii, przy czym liczba tych najwyżej usadowionych w hierarchii społecznej Greków była ograniczona. Co więcej, zgodnie z decyzją Augusta obywatele pochodzenia egipskiego nie mogli zasiadać w senacie. Przed rodowitymi Egipcjanami była także zamknięta zwykła dla innych prowincjuszy droga awansu poprzez służbę w armii – przyjmowano ich tylko do floty. Nie ulega wątpliwości, że ten system, tak bardzo ograniczający wszelką społeczną mobilność, został skonstruowany głównie po to, by zapewnić ciągłe istnienie służebnej klasy Egipcjan pracującej na roli i dostarczającej dla Rzymu tak potrzebne mu zboże. Językiem urzędowym rzymskiego Egiptu był grecki (rzadziej łacina) i przestano uznawać kontrakty sporządzane pismem demotycznym oraz zniesiono egipskie sądy. W sumie „fundamentalną zmianą wprowadzoną przez Augusta było użycie Greków, na czele z Aleksandryjczykami, jako nowego ciała rządzącego krajem, podczas gdy Egipcjanie (podobnie jak inne obce społeczności obecne w Egipcie), inaczej niż inni prowincjusze, nie zostali dopuszczeni do administrowania imperium”.

### Historia polityczna

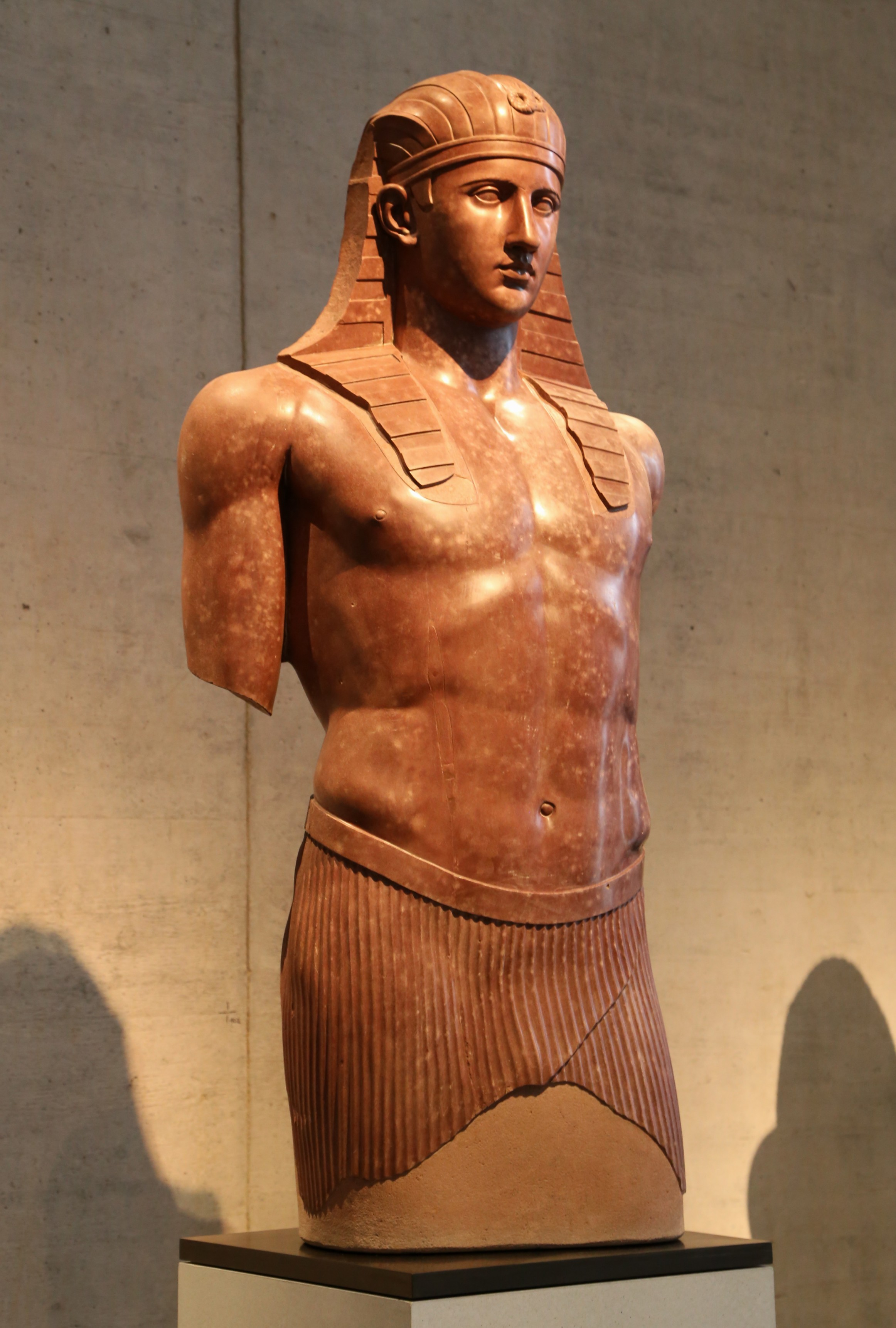
Antinous jako faraon. Popiersie z Willi Hadriana

Egipt miał bardzo złą reputację wśród Rzymian. Jego animalistyczna religia była uważana za barbarzyńską (kult egipskich bóstw został zakazany w Rzymie przez Augusta), a cała prowincja miała opinię wyjątkowo buntowniczej. Szczególnie Aleksandrię uważano za ośrodek antyrzymskiego resentymentu i ciągle powtarzające się rozruchy oraz takie dokumenty jak Acta Alexandrinorum, pełne nienawiści wobec rzymskich władz, potwierdzają tę opinię. Początek panowania rzymskiego wiąże się z pewnym gospodarczym ożywieniem, związanym z aktywnymi pracami nad renowacją systemu irygacyjnego, zaniedbanego za ostatnich Ptolemeuszy. Te pozytywne bodźce ekonomiczne zniweczył jednak rzymski fiskalizm i poddany bezwzględnej ekonomicznej eksploatacji rzymski Egipt powoli, lecz systematycznie stawał się coraz uboższy. Położony na peryferiach imperium był świadkiem niewielu ważnych wydarzeń politycznych i, co się z tym wiąże, kolejni cesarze odwiedzali go bardzo rzadko. Tuż po zajęciu Egiptu Rzymianie musieli walczyć z zagrażającym jego południowym granicom władcom Meroe, jednak po odparciu ich inwazji w 21 p.n.e. zawarto z nimi pokój. Odtąd przez niemal trzy następne stulecia Egiptowi nie zagrażał żaden wróg zewnętrzny. Pierwszym członkiem rodu cesarskiego po Auguście, który odwiedził Egipt, był Germanik, bratanek Tyberiusza (14–37). W 19 n.e. podczas klęski głodu otworzył on spichlerze ze zbożem na eksport, zdobywając tym czynem ogromną popularność wśród ludności Aleksandrii. Tyberiusz nie był jednak zadowolony z tego, że Germanik złamał zakaz wjazdu do Egiptu bez zgody cesarza, i obawiał się, że ten kraj może stać się bazą dla buntu jego ambitnego krewnego. Rok później Germanik zginął w Syrii, według Tacyta z polecenia Tyberiusza.
Wizyta Heroda Agryppy w Aleksandrii w 38 stała się pretekstem do wybuchu antyżydowskich rozruchów. Żydzi stanowili najliczniejszą obcą społeczność w Egipcie i pretensje ich zhellenizowanej elity do statusu równego z Grekami były źródłem nieustannych napięć w relacji z tymi ostatnimi. W 39 delegacje Aleksandryjczyków i miejscowych Żydów udały się do Rzymu, by przedstawić swoją sprawę przed cesarzem. Dopiero Klaudiusz (41–54) udzielił odpowiedzi na prośby obu stron, potwierdzając dotychczasowe prawa Żydów, ale jednocześnie każąc im zadowolić się tymi już posiadanymi. Pierwszym prefektem Egiptu pochodzenia miejscowego był aleksandryjski Żyd Tyberiusz Juliusz Aleksander, który porzucił judaizm dla kariery ekwity. To on w 69 w Aleksandrii ogłosił cesarzem Wespazjana (69–79), który został przywitany jak faraon, przy czym proklamowano go synem Amona i wcieleniem Serapisa. Kulminacją narastającego od dawna grecko-żydowskiego konfliktu w Egipcie było żydowskie powstanie, które w latach 115 do 117 zrujnowało znaczne obszary kraju. Nieudana rebelia oznaczała koniec istnienia żydowskiej społeczności w Egipcie, która z powrotem pojawiła się dopiero w następnym stuleciu. W 130 szczegółowej inspekcji Egiptu dokonał Hadrian (117–138), który odbył podróż łodzią w dół Nilu. Najtrwalszym dziedzictwem odwiedzin Hadriana była budowa czwartego greckiego polis w Egipcie, Antinoopolis, założonego na cześć ulubieńca cesarza, Antinousa, który utonął w rzece.
Przynajmniej tymczasowe zniknięcie żydowskiej społeczności wcale nie doprowadziło do uspokojenia Aleksandrii, gdzie w 153 doszło do rozruchów, w trakcie których zginął prefekt Lucjusz Munacjusz Feliks. W tym okresie sytuacja egipskich chłopów, systematycznie wyzyskiwanych przez rzymski aparat administracyjny, była już bardzo trudna, a pogorszył ją jeszcze wybuch zarazy trwającej w imperium w latach 165 do 180. W roku 171 doszło do wybuchu tzw. powstania pasterzy, którzy rozbili miejscowe siły rzymskie i zostali pokonani dopiero w 175 przez świeże oddziały namiestnika Syrii Awidiusza Kasjusza. Po tym zwycięstwie wojska Kasjusza ogłosiły go cesarzem, co wymusiło przybycie do Egiptu Marka Aureliusza (161–180), który po stłumieniu buntu spędził w Aleksandrii zimę. W latach 199–200 w Egipcie przebywał Septymiusz Sewer (193–211), który w odpowiedzi na narastający kryzys przeprowadził pewne reformy. Cesarz w stolicach nomów ustanowił rady (boule) złożone z liturgów odpowiedzialnych za zebranie podatków, „co nie tylko miało poważne implikacje dla wewnętrznej administracji, teraz prowadzonej przez klasę radnych (bouletai, łac. curiales), ale także utorowało drogę do ostatecznego demontażu opartego na nomach starożytnego systemu biurokratycznego”. To również wtedy Aleksandria i pozostałe greckie miasta w Egipcie otrzymały boule, zezwolono także Egipcjanom na wstępowanie do Senatu. W 212 edykt Karakalli nadał obywatelstwo rzymskie wszystkim mieszkańcom imperium, jednak nie miał on istotnego znaczenia dla położenia zwykłych egipskich chłopów. Podczas wizyty Karakalli (211–217) w Aleksandrii w 215 tłum drwił z niego przypominając mu morderstwo jego brata Gety (211–212). Z zemsty cesarz skierował przeciwko niemu wojsko i doszło do rzezi mieszkańców miasta. Karakalla wygnał także z niego tubylczych Egipcjan.
W III wieku Egipt znajdował się już w głębokim gospodarczym upadku. Sprzeciw egipskich chłopów wobec rzymskiej władzy przybierał przede wszystkim formę opuszczania gospodarstw i ucieczki na pustynię (anachoresis) w obliczu niezdolności do sprostania nakładanym ciężarom. Ta praktyka była znana w Egipcie od czasów faraońskich i przybierała masową formę w okresach kryzysu. Jak pisał Milne: „Egipt w jakimkolwiek stopniu wpływał na kształt cesarskiej polityki w tym okresie jedynie poprzez swoje ubóstwo; niezdolność rządu centralnego do ściągnięcia podatków ze wschodnich prowincji zmusiła Filipa do zawarcia pokoju z Gotami nad Dunajem”. Paradoksalnie odkrycia archeologiczne wskazują jednak właśnie na trzeci wiek jako na szczytowy moment publicznego budownictwa w stylu rzymskim. „Jednym z wyjaśnień tej widocznej sprzeczności jest fakt, że prace publiczne były sferą, w której rady miejskie były autonomiczne i obywatelska duma mogła odegrać tutaj swoją rolę”.
W 250 po raz pierwszy od czasów Augusta Egipt zaatakowali obcy najeźdźcy, gdy jego południową granicę przekroczyli Blemiowie. Od tej pory ich ataki powtarzały się co jakiś czas. W 262 Egipt był scenerią krótkiej rebelii prefekta Emiliana, który ogłosił się cesarzem, jednak jeszcze w tym samym roku został pokonany przez siły Galiena (253–268). Walki uliczne w Aleksandrii doprowadziły wówczas do zniszczenia znacznej części miasta i spadku jego ludności o mniej więcej dwie trzecie. W 271 Egipt został zajęty przez królową Palmyry Zenobię (267–272) i jej armia okupowała kraj przez większość tego roku dopóki nie została pokonana przez przyszłego cesarza Probusa (276–282). Palmyra zbuntowała się ponownie w 272 i Aleksandria poszła za jej przykładem, tym razem z inicjatywy Firmusa, bogatego kupca posiadającego ekonomiczne związki z Blemiami. Po ostatecznym pokonaniu Palmyry Aurelian (270–275) przystąpił do oblężenia Aleksandrii i po jej zdobyciu w 273 spalił Muzeum, karząc w ten sposób miasto za kolejną rewoltę. Uczeni albo uciekli z kraju, albo znaleźli schronienie w mniejszej bibliotece w Serapejon. Zarówno Aurelian, jak i Probus próbowali podnieść z upadku egipskie rolnictwo, pierwszy przez reorganizację transportu na Nilu, drugi zaś przez prace irygacyjne, jednak żadna z tych inicjatyw nie zażegnała kryzysu. W roku 297 w Aleksandrii wybuchł bunt Domicjusza Domicjana, który został osobiście stłumiony przez Dioklecjana. Dioklecjan ostatecznie włączył Egipt do zreorganizowanego przez siebie systemu prowincjalnego, zniósł jego odrębność monetarną i wprowadził łacinę do jego administracji. W ten sposób zakończyła się historia „Egiptu Augusta” i ten moment tradycyjnie uważany jest za początek nowego, bizantyńskiego okresu w historii Egiptu.

## Życie religijne

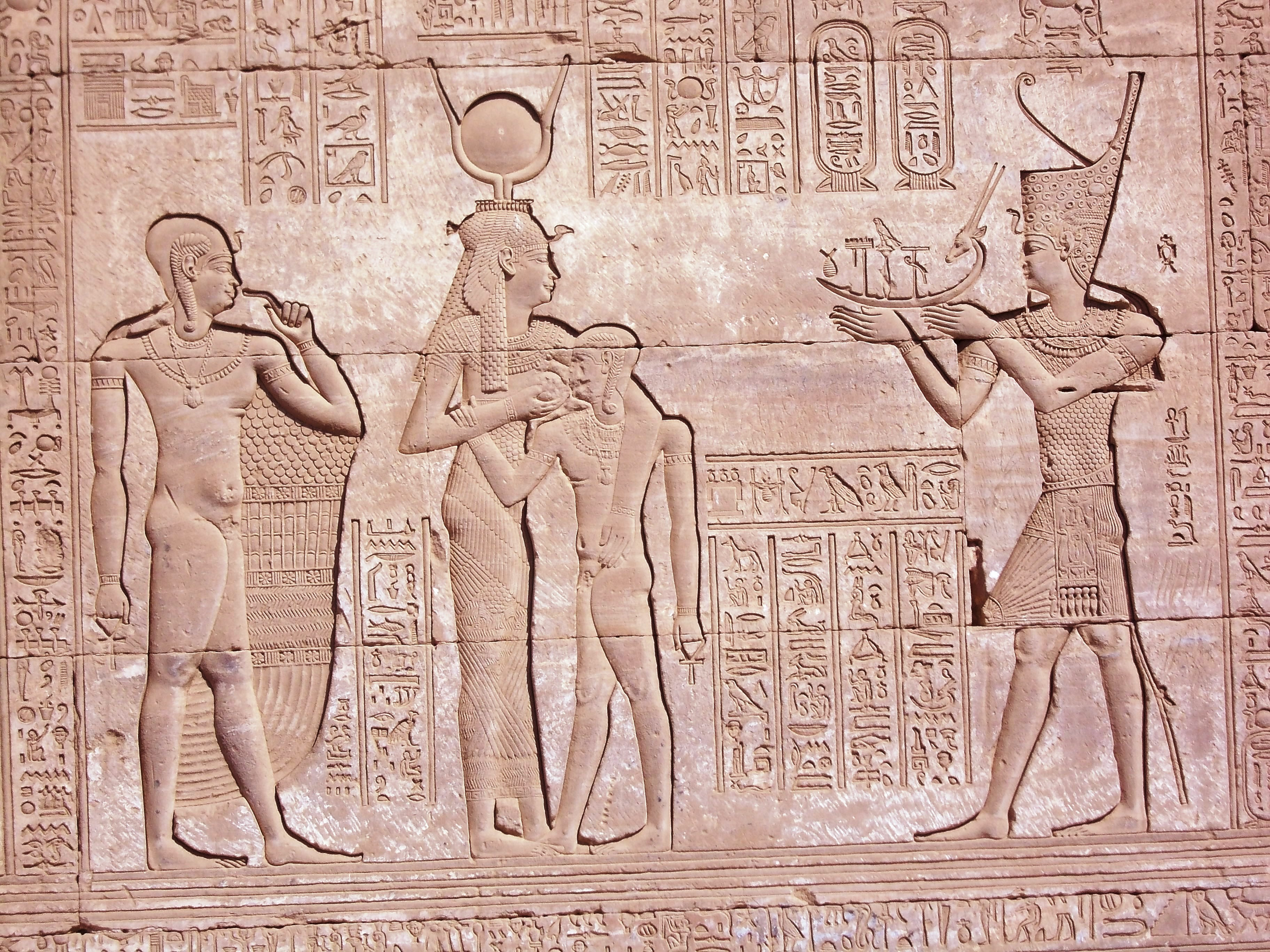
Trajan jako faraon składający dar z wotywnej łodzi bogini Hathor, która występuje tutaj razem ze swoim synem Ihy oraz Harpokratesem. Relief ze świątyni w Denderze

August skonfiskował wiele świątynnych majątków oraz poddał finanse świątyń drobiazgowej kontroli. Liczba kapłanów była limitowana, pilnowano także, by zawsze byli obrzezani, ubrani w lniane szaty i mieli ogolone głowy. Podczas gdy w czasach ptolemejskich kapłani byli aktywni politycznie i często sprawowali po kilka urzędów, także o charakterze świeckim, teraz ograniczono ich rolę do sfery czysto religijnej. To z tego okresu „wywodzi się późniejszy stereotypowy obraz odosobnionego, ascetycznego egipskiego kapłana, oddanego czystości i kontemplacji”. Za czasów ptolemejskich rodzina Arcykapłanów Ptaha z Memfis zdominowała kapłańską biurokrację i gospodarkę oraz utrzymywała zażyłe kontakty z rodziną królewską. Jej przedstawiciele koronowali królów i kontrolowali szereg ziem powiązanych z religijnymi instytucjami. W momencie inwazji Augusta memfickim arcykapłanem był szesnastoletni Petubast IV, który zmarł nagle w 30 p.n.e. Jego następca, Psenamon II, zniknął wkrótce po 23 p.n.e., i w ten sposób linia arcykapłanów wygasła. Trudno to uznać za kwestię przypadku. Odtąd kwestie świątynne były uważane za wchodzące w zakres spraw prywatnego skarbu cesarza, dopóki za panowania Hadriana nie ustanowiono urzędu Arcykapłana Aleksandrii i całego Egiptu, który był rzymskim ekwitą w randze prokuratora i nie sprawował żadnej władzy religijnej, ale zarządzał dobrami świątynnymi i nadzorował kler oraz kult cesarski w całym kraju.

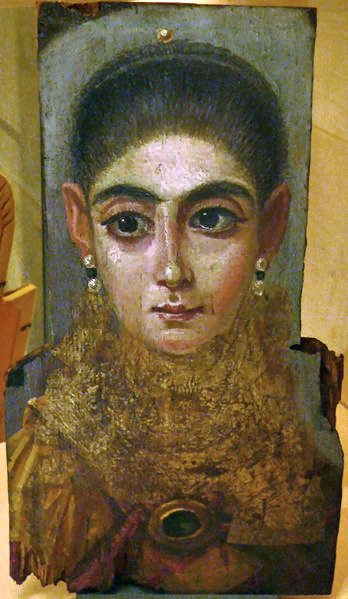
Portret trumienny młodej kobiety. Enkaustyka wykonana na drewnie, Antinoopolis, II w. n.e.

W egipskiej tradycji religijnej świątynie były miejscami ziemskiego pobytu boskich sił i zwykli ludzie nie mieli do nich wstępu. W teorii jedynym reprezentantem ludzkości wobec bogów był faraon, w praktyce jednak codzienne rytuały sprawowali „oczyszczeni” kapłani. W okresie rzymskim faraon „często stawał się bezimienną postacią, czysto rytualnym królem (zamiast królewskiego imienia kartusz mógł być wypełniony przez słowo pr-ˤ3, «faraon»), i czasami jego funkcje były nawet przejmowane przez boga”. Świątynia nie była miejscem spotkań wiernych, ale miejscem niedostępnym i zakazanym dla zwykłych ludzi i bóg opuszczał ją jedynie w trakcie uroczystych procesji, powiązanych z różnymi świętami, i to wtedy można było go zobaczyć, a nawet być świadkiem wyroczni udzielonej przez niego w jakiejś ważnej publicznej sprawie. Poza tym zwykli ludzie mogli jedynie dotknąć hieroglifów lub reliefów, obejrzeć publiczne stele lub obrazy, zostawić wotum lub prośbę albo prosić o pisemne odpowiedzi na pytania. Tak ograniczony dostęp do bogów w ramach religii oficjalnej był jedną z przyczyn powstawania różnych ludowych kultów sprawowanych w niewielkich świątyniach złożonych jedynie z jednego lub dwu pomieszczeń, często zbudowanych nie z kamienia, ale mułowej cegły. Do tego rodzaju świątyń bez wątpienia należały liczne sanktuaria Izydy (isieia) obecne na wsi, prowadzone przez jednego kapłana i jego rodzinę, gdzie bogini była bezpośrednio dostępna bez ceremoniału wielkich świątyń. Wielcy bogowie oficjalnego panteonu rozwinęli także ludowe formy takie jak Mestasytmis (egip. msḏr-sḏm, słuchające ucho) czy Pneferos, w których „byli «słuchającymi bogami» (epekooi theoi), tj. bogami słuchającymi modlitw i miłosiernie spoglądającymi na tych, którzy się do nich odwoływali”. Innym przykładem tej „religii ubogich” były kulty animalistyczne, które w okresach ptolemejskim i rzymskim rozkwitały jak nigdy dotąd. Święte zwierzęta były tutaj „żywymi obrazami” bogów, widocznymi dla publiczności w pewnego rodzaju ogrodach zoologicznych i innych miejscach, takich jak wszechobecne na wsi świątynie ibisa. Po śmierci te zwierzęta były mumifikowane i uroczyście chowane, tak że „miliony świętych ibisów, sokołów i kotów, często zabijanych specjalnie dla tego celu, były ofiarowane na zwierzęcych cmentarzach”.
Religia ówczesnego Egiptu w wielu przypadkach jest przykładem syntezy wpływów kultury hellenistycznej i egipskiej. Grecy dokonali utożsamienia swoich bóstw z egipskimi, i tak np. Ozyrys był Dionizosem, Amon Zeusem a Thot Hermesem. Poza tym jednak powstawały bóstwa mieszane, łączące atrybuty greckie i egipskie. Najważniejszym z nich była Izyda, starożytna egipska bogini, odgrywająca ważną rolę w historii swego brata i małżonka Ozyrysa oraz jego walki ze swoim bratem Setem, który ostatecznie miał zostać pokonany przez syna Ozyrysa i Izydy Horusa. Zasadnicza treść tego mitu w epoce grecko-rzymskiej nie uległa zmianie, jednak o ile w tradycji egipskiej jego główną postacią był Ozyrys, to w tradycji hellenistycznej stała się nią Izyda, przy czym jej małżonek był najczęściej zastępowany przez Serapisa, hybrydę Ozyrysa i Apisa stworzoną przez Ptolemeuszów, zamiast Horusa pojawiał się zaś Harpokrates lub Anubis. Mimo że Ozyrys-Serapis, Harpokrates i Anubis są obecni w kulcie, to występują jedynie jako asysta Izydy, która z kolej jawi się jako bogini niemal uniwersalna. Z płaczki Ozyrysa z tradycji egipskiej stała się ona w epoce cesarskiej boginią zdolną zastąpić każde inne bóstwo żeńskie. Jak zaznacza Maurice Sartre, „W swojej modlitwie do niej Lucjusz, bohater Metamorfoz, utożsamią ją z Demeter, Afrodytą, Artemidą, Persefoną, a Izyda nie zaprzecza temu w swojej odpowiedzi: była Kybele dla Frygijczyków, Ateną dla Ateńczyków, Afrodytą dla mieszkańców Pafos, Artemidą Dyktynną na Krecie, Demeter Eleuzyńską. Litania izydyjska z Oksyrynchos potwierdza tę praktykę: bogini była więc prawdopodobnie Latoną w Likii, Hekate w Karii. Izyda stanowi przykład synkretyzmu-amalgamatu: jej osobowość wzbogacały cechy bóstw, z którymi ją identyfikowano”. Kult Izydy rozpowszechnił się w całym świecie śródziemnomorskim dzięki patronatowi religijnych stowarzyszeń, które były nowym fenomenem okresu rzymskiego. Ich religijność była skoncentrowana nie na świątynnych rytuałach, ale praktykach takich jak spożywanie symbolicznych posiłków, modlitwy i grupowa hierarchia. Kultywowały one obraz bogów, którzy nie byli przypisani do danego miejsca lub ograniczeni tradycyjnymi przedstawieniami, ale mieli wymiar kosmiczny, tak jak Izyda władczyni niebios albo Horus słońce. To wspólnota wiernych stała się tutaj miejscem religijnej komunikacji.

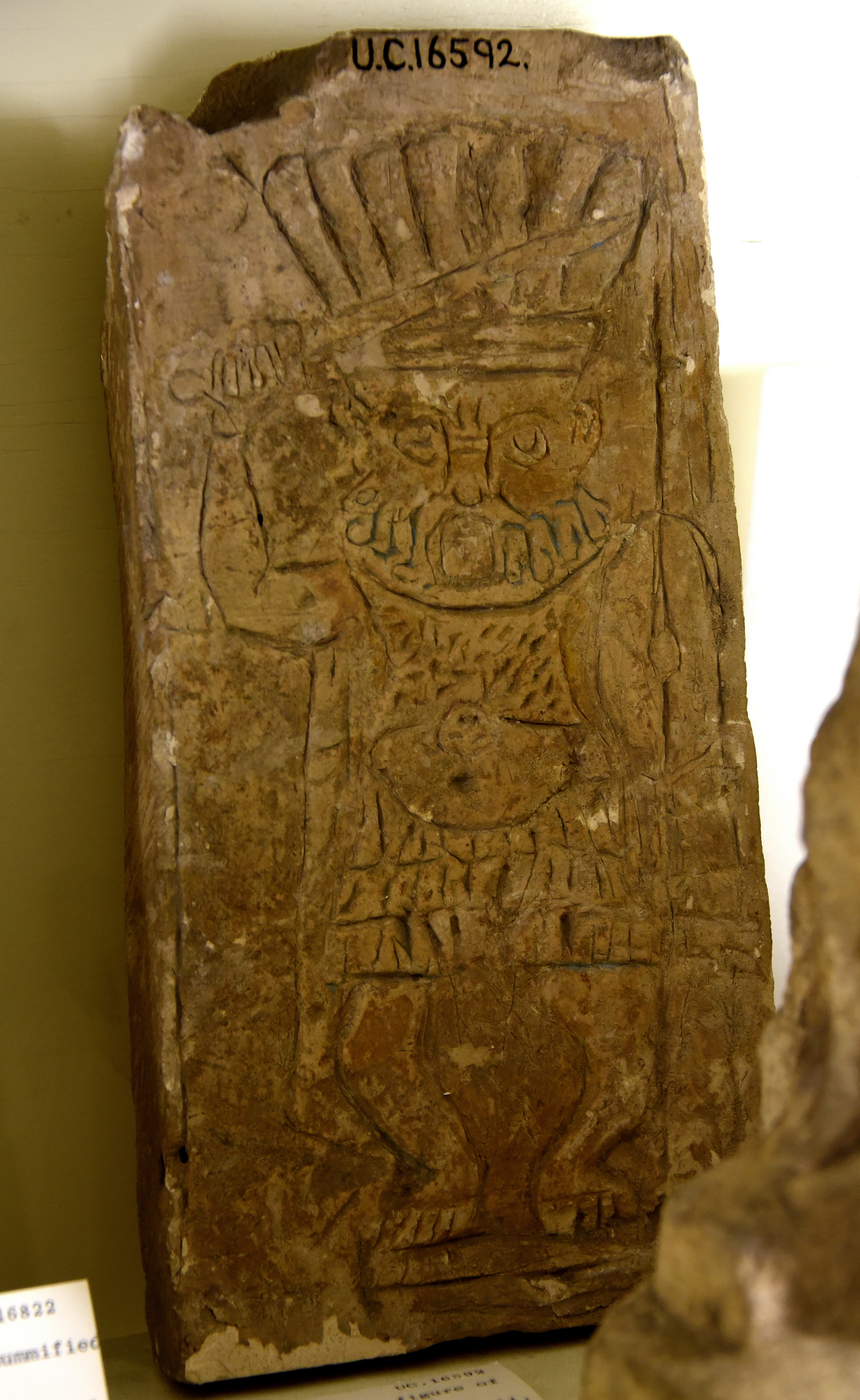
Bes jako rzymski żołnierz. Relief na wapiennej płycie

Rzymski Egipt był społeczeństwem dwujęzycznym i wielokulturowym, w którym obok egipskiego do komunikacji z bogami i ich opisywania używano także greki. Oczekiwania przesiąkniętych hellenistyczną kulturą cudzoziemców często wręcz dyktowały nowe formy, w jakich świątynie obcowały ze swoimi wiernymi. Wotywne inskrypcje w języku greckim (proskynemata) miały charakter zindywidualizowany i publiczny. Wyraźnie jednym z ich celów było samoupamiętnienie. Podczas gdy dla Egipcjan najważniejsza była świątynia powiązana z nimi przez lokalną lub rodzinną tradycję, fenomenem epoki grecko-rzymskiej stało się indywidualne doświadczanie poszczególnych świątyń i ich bóstw, zbliżone do obecnego pojęcia „pielgrzymowania”. Świątynne rytuały były tak przekształcane przez kapłanów, by zgodnie z oczekiwaniami ich nowych wiernych mogły służyć formułowaniu ich próśb o zdrowie rodziny, ochronę i osobisty sukces. Większość z tego, co jest znane jako „Greckie Papirusy Magiczne”, stanowi w istocie „tłumaczenie i przeformułowanie przez egipskich kapłanów świątynnych rytuałów i tradycji uzdrawiania oraz wywoływania wizji bogów, ale tym razem dla płacącej publiczności. Zaklęcia niegdyś odnoszące się do egipskich tekstów i ezoterycznych świątynnych tradycji teraz przedstawiały bogów jako zarazem istoty kosmiczne i bezpośrednio dostępne dla osób z zewnątrz”.
W świecie śródziemnomorskim egipscy kapłani uchodzili za wielkich magów i zawartość magicznych papirusów potwierdza, że starali się oni sprostać temu egzotycznemu stereotypowi, był bowiem dla nich źródłem lukratywnych korzyści. Za inny przykład przetransponowania tradycyjnej kapłańskiej mądrości na grecki można uznać słynne „Hermetica”, przedstawiane jako objawienia grecko-egipskiego Hermesa Trismegistosa. Obok greckiego także piśmiennictwo w języku demotycznym rozkwitało i ostatecznie eksperymenty kapłanów z pismem demotycznym i greckim doprowadziły do powstania pisma koptyjskiego. Również przepowiadanie z publicznego omenu zdarzającego się podczas świątecznej procesji rozwinęło się w cały szereg praktyk pozwalających na świadczenie regularnych usług wróżbiarskich na indywidualne zapotrzebowanie.
Obecność wielu egipskich imion w proskynemata pokazuje, że „Egipcjanie także zaakceptowali nową wizję Egiptu jako sieci miejsc kultu i indywidualne ja jako podmiot pobożności i odbiorcę bożych łask”. Grecy byli szczególnie wrażliwi na egipskie formy kultu zmarłych i dość powszechnie stosowali zwyczaj balsamowania zwłok. To przy tej okazji powstała jedna z najważniejszych form sztuki grecko-egipskiej, tzw. portrety fajumskie, które były utrzymanymi w hellenistycznym stylu portretami trumiennymi, używanymi przez Greków na ich mumiach zamiast tradycyjnych egipskich gipsowych masek. Pochodzące z okresu od I do IV w. portrety, zachowane w suchym klimacie Egiptu, są jedynym większym zbiorem sztuki portretowej okresu rzymskiego zachowanym do czasów obecnych.
Ponieważ znaczna część ziemi świątynnej została skonfiskowana przez państwo lub stała się prywatną własnością kapłanów, w okresie rzymskim świątynie stały się zależne od finansowego patronatu cesarstwa. Dopóki imperium kwitło, świątynie odnawiano, rozbudowywano i budowano tak samo jak w poprzednich epokach historii Egiptu, a kapłani opływali w dostatki. Kiedy jednak w III wieku państwo znalazło się w kryzysie, patronat nad świątyniami został drastycznie ograniczony i w rezultacie wiele z nich zostało zaniedbanych lub wręcz opuszczonych. Ruina świątyń nie oznaczała, iż egipska religia wygasła, lecz że zaczęła przybierać nową formę religii bez świątyń, w której dominującą rolę odgrywały opisane powyżej kulty ludowe charakterystyczne dla wsi, stowarzyszenia religijne oraz religia domowa. Jednocześnie wielkie bóstwa starego panteonu zaczęły zastępować nowe, takie jak Szaj, Bes czy Tutu, albo przybrały one rysy panteistyczne, tak że zbliżyły się do monoteizmu.
Z tych przemian skorzystała także nowa religia, chrześcijaństwo, która już od drugiej połowy I w. była obecna w Aleksandrii. Pod koniec II w. w mieście uformowała się słynna szkoła katechetyczna, którą początkowo prowadził Klemens, później zaś Orygenes. Szkoła funkcjonowała w żywym kontakcie z innymi odłamami życia kulturalnego Aleksandrii – Klemens obficie korzystał z dorobku wielkiego żydowskiego filozofa z I w., Filona, zaś Orygenes miał być uczniem mitycznego twórcy neoplatonizmu, Ammoniosa Sakkasa. O bogactwie ówczesnej filozofii aleksandryjskiej świadczy fakt, że innym uczniem Sakkasa był najwybitniejszy myśliciel późnej starożytności, Plotyn. W trakcie wspomnianych już powyżej odwiedzin Egiptu przez Septymiusza Sewera w 201 doszło do pierwszych prześladowań chrześcijaństwa i to w związku z tymi wydarzeniami istnieją świadectwa tego, że nowa religia była wówczas obecna już nie tylko w Aleksandrii, ale także zdobyła pierwsze przyczółki na egipskiej wsi. Ani prześladowania Septymiusza Sewera, ani późniejsze za Decjusza (249–251) i Waleriana (253–260) nie powstrzymały rozwoju chrześcijaństwa. Im życie w Egipcie stawało się cięższe, a rzymscy cesarze bardziej odlegli i nieistotni, tym bardziej tradycyjna teologia kładąca nacisk na doczesne życie i stawiająca w centrum pośredniczącego między bogami a ludźmi władcę stawała się nieaktualna. Gdy świątynie zostały opuszczone, chrześcijaństwo zapełniło powstałą pustkę dzięki innym pośrednikom, uproszczonej teologii i odrzuceniu ziemskich więzi, najmocniej podkreślanym przez aktywne poszukiwanie męczeństwa. Wyznawanie chrześcijaństwa stało się formą społecznego protestu, z poganami piętnowanymi jako obcy „Hellenowie”. Dionizy Wielki (247–264) miał być pierwszym biskupem Aleksandrii, który aktywnie poszukiwał nowych wiernych wśród tubylczych Egipcjan, przy czym nawracanie nieznających greki chłopów byłoby niemożliwe bez pisma koptyjskiego, które w ten sposób rozpoczęło swój trwający aż do dzisiaj związek z egipskim kościołem.